# Gulfstream American GA-7 Cougar
Die Gulfstream American GA-7 Cougar ist ein zweimotoriges Geschäftsreiseflugzeug des US-amerikanischen Herstellers Gulfstream American Corp.

## Geschichte und Konstruktion
Die CA-7 Cougar ist ein Tiefdecker, der durch zwei Lycoming O-320-D1D mit je 120 kW angetrieben wird. Sie ist eine Weiterentwicklung der bisherigen einmotorigen Flugzeuge des Unternehmens. Der Prototyp war noch mit zwei Lycoming O-320 mit je 119 kW ausgestattet und verfügte über eine nach hinten zu schiebende Cockpithaube, die bei den Serienflugzeugen durch ein festes Cockpitdach mit einer nach Steuerbord zu öffnenden Tür ersetzt wurde. Auf Grund mehrerer Umbauten flog der Prototyp erst wieder am 14. Januar 1977. Die Produktion des Cougar lief nur von 1978 bis 1979.
Im Jahr 1995 wurden die Produktionsrechte für die GA-7 an SOCATA in Frankreich verkauft, welche das Flugzeug als TB 320 Tangara für den Ausbildungsmarkt produzieren wollte. Der Erstflug dieses Musters fand Mitte 1996 statt. Produziert wurden 7 Exemplare. SOCATA entwickelte auch eine Variante, welche von zwei Lycoming O-360-A1G6 mit je 134 kW angetrieben wurde und die Bezeichnung TB 360 Tangara trug. Zusätzlich wurde bei dieser Version auch das Cockpit überarbeitet. Erstflug war im Februar 1997. Die Maschine wurde nicht in Serie produziert.

## Versionen
- GA-7 Cougar – Serienversion mit zwei Lycoming O-320-D1D Boxermotor mit je 120 kW. 115 produziert. Cougar war ursprünglich die Bezeichnung einer Luxusversion der GA-7-Standardausführung.[3]
- TB 320 Tangara – Neu gestartete Serienproduktion der GA7 von SOCATA. 7 produziert.
- TB 360 Tangara – Überarbeitete Variante von SOCATA mit zwei 134 kW starken Lycoming O-360-A1G6. Keine Serienproduktion.

## Technische Daten
| Kenngröße             | Daten                                           |
| --------------------- | ----------------------------------------------- |
| Besatzung             | 1                                               |
| Passagiere            | 3                                               |
| Länge                 | 8,74 m                                          |
| Spannweite            | 11,23 m                                         |
| Höhe                  | 3,15 m                                          |
| Flügelfläche          | 17,1 m²                                         |
| Flügelstreckung       | 7,4                                             |
| Leermasse             | 1.165 kg                                        |
| max. Startmasse       | 1.724 kg                                        |
| Reisegeschwindigkeit  | 296 km/h                                        |
| Höchstgeschwindigkeit | 311 km/h                                        |
| Dienstgipfelhöhe      | 5.300 m                                         |
| Reichweite            | 2.167 km                                        |
| Triebwerke            | 2 × Boxermotor Lycoming O-320-D1D mit je 120 kW |